# Paul-Marie Côté
Paul-Marie Côté, né en 1921 à Chicoutimi et mort en 1969 dans la même ville, est un architecte québécois. Il est principalement reconnu pour avoir implanté le modernisme dans l'architecture religieuse nord-américaine avec la construction de l'église Saint-Marc de Bagotville en 1955. En plus de ces églises blanches, il réalisera plusieurs édifices de style moderniste au Québec, mais principalement dans la région du Saguenay. Il a développé une compétence dans l'usage du béton.
Parmi ses plus grandes réalisations, l'ensemble de bâtiments du Centre d'Arts Orford, maintenant Orford musique. En 1960, il conçoit les plans d'un auditorium destiné à la musique de chambre, devenu par la suite la salle Gilles-Lefebvre. Fait intéressant, l'immeuble prenait la forme d'un piano à queue. On le voit moins aujourd'hui avec l'agrandissement de 2011. À l'occasion de l'Expo 67, Côté reçoit des Jeunesses musicales du Canada la commande de concevoir un pavillon conçu pour être démonté par la suite et relocalisé à Orford. Il s'agit du pavillon l'Homme et la musique; sa façade reprend les formes d'un buffet d'orgue. La même année, en 1967 et toujours sur le site du centre d'arts, Paul-Marie Côté conçoit les plans du pavillon central, situé non loin de la salle de concert, qui prend cette fois les formes d'une clé de fa. Enfin, l'architecte dressera les plans pour les résidences étudiantes en 1970. Tous ces immeubles sont encore visibles aujourd'hui. Sauf pour les résidences, les pavillons conçus par Côté sont faits de béton et de couleur blanche, sa couleur de prédilection.

## Réalisations

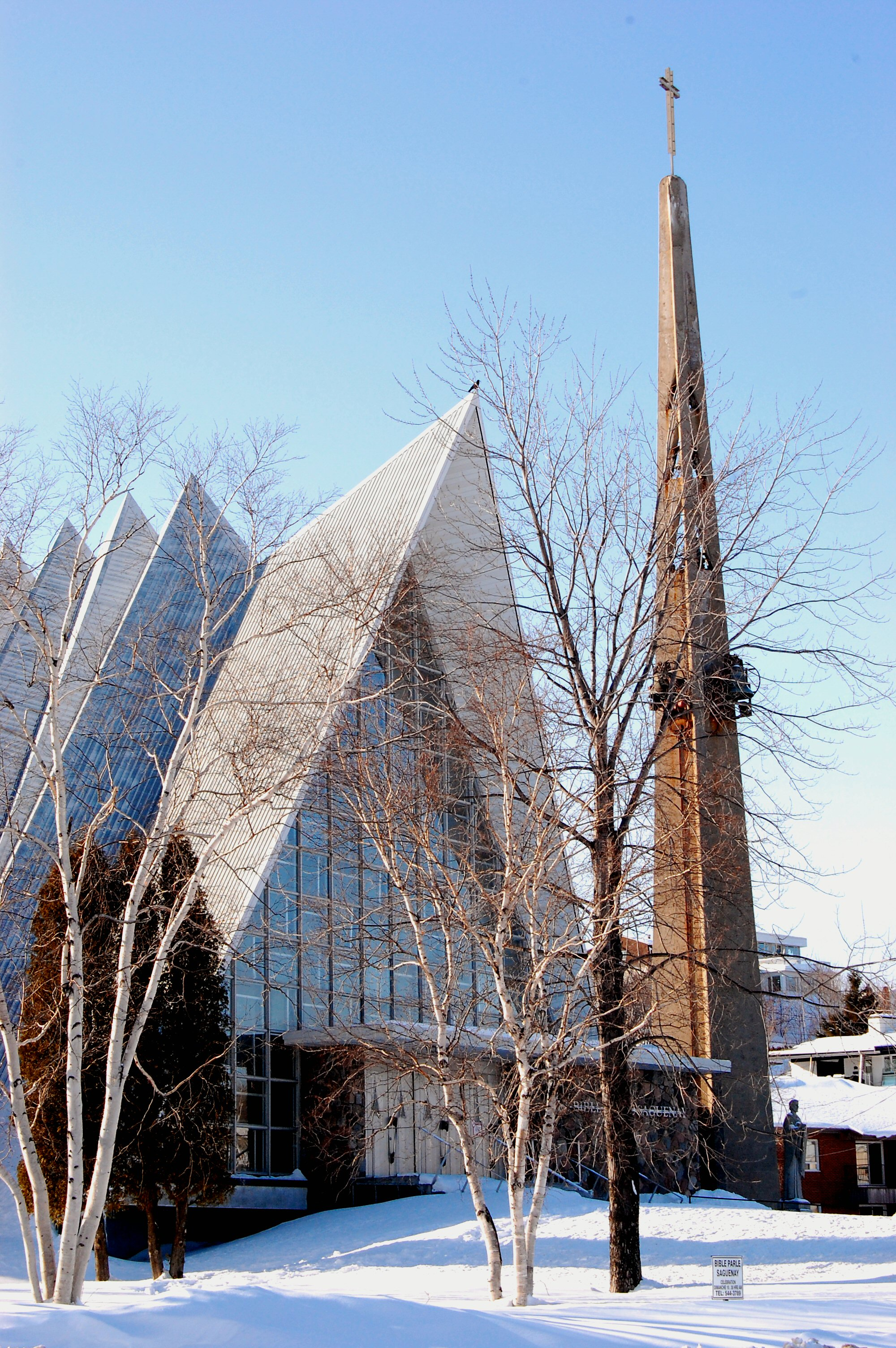
Église Saint-Marc de Bagotville

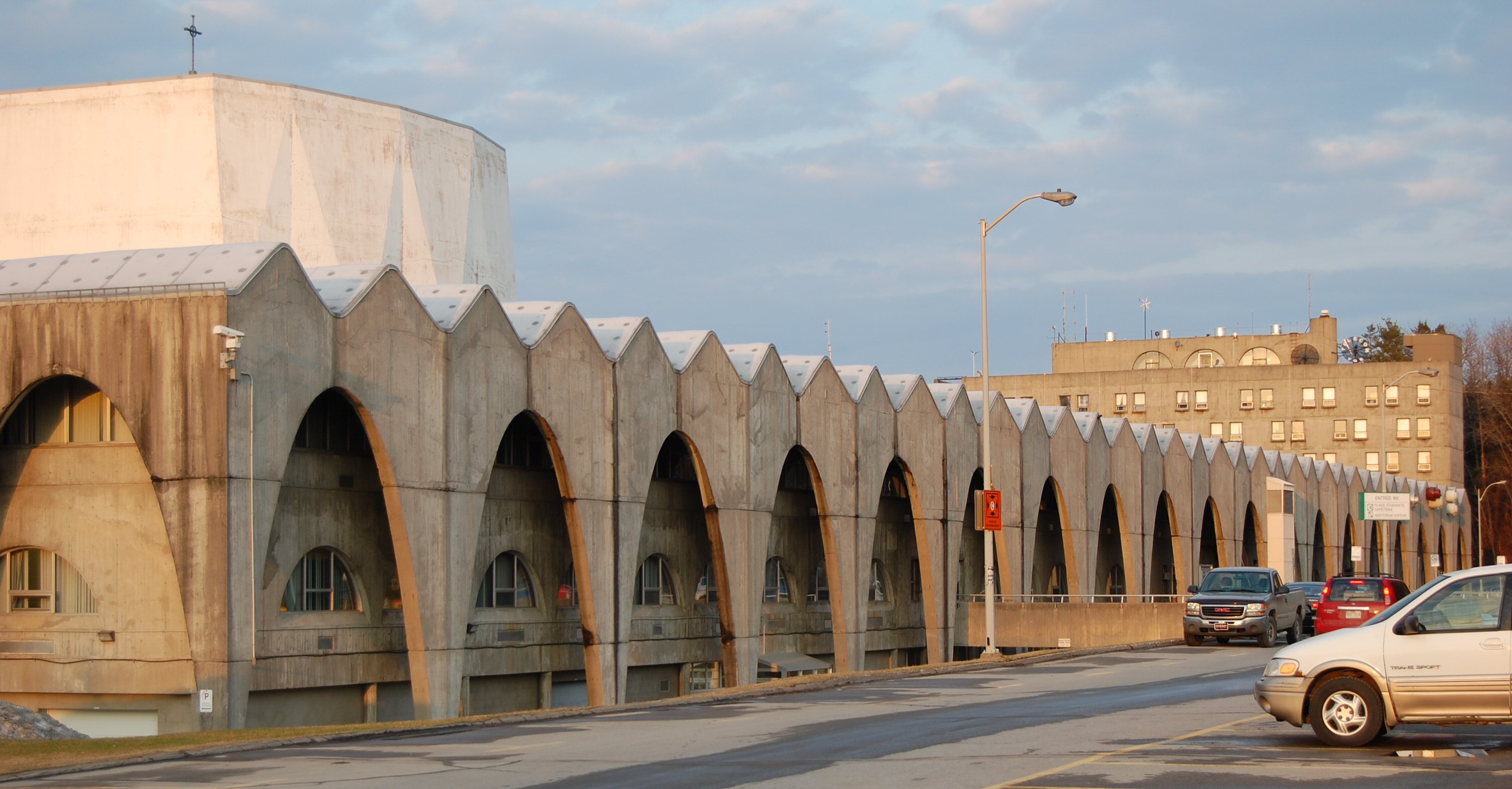
Cégep de Chicoutimi

- 1950 - École primaire Sainte-Thérèse, Jonquière
- 1953 - Maison Majoric-Néron, Chicoutimi
- 1953 - Maison J. Ronaldo-Tapin, Chicoutimi
- 1954 - Église et presbytère Saint-Paul-Apôtre, Chicoutimi
- 1954 - Ancien séminaire de Chicoutimi (agrandissement) (Aile B du Cégep de Chicoutimi), Chicoutimi
- 1955 - Église Saint-Marc, Bagotville
- 1956 - Maison Jean-Marie-Lamarre, Chicoutimi
- 1956 - Maison J.Donat Leblond, Chicoutimi
- 1956 - École normale (agrandissements), Chicoutimi
- 1957 - Séminaire de Chicoutimi, Chicoutimi
- 1957 - École Saint-Antoine, Chicoutimi
- 1957 - Maison Pierre-Abraham, Chicoutimi
- 1959 - Auditorium de l'hôpital Saint-Valier, Chicoutimi
- 1960 - Institut Saint-George, Chicoutimi
- 1960-1970 - Auditorium, pavillons central et l'Homme de la musique, Centre d'Arts Orford, Mont-Orford, Estrie
- 1961 - Maison André-Guay, Chicoutimi
- 1961 - Maison-Gaston Lapointe, Chicoutimi
- 1962 - École Georges-Vanier, La Baie
- 1962 - Hôtel Le Montagnais, Chicoutimi
- 1963 - Église Notre-Dame-de-Fatima, Jonquière
- 1963-1964 - Cégep de Chicoutimi (Aile Huard, Tremblay et Lemieux) ainsi que l'auditorium Dufour, Chicoutimi
- 1963 - Église Saint-Philippe, Arvida
- 1967 - Maison Paul-Marie-Côté, Chicoutimi

Il se fît aussi bâtir son propre chalet de forêt au bord du lac Clair à Saint-David-de-Falardeau. Cette bâtisse reflète ses inspirations architecturales et fît l'objet d'un article du magazine Canadian Homes Magazine en mai 1965. Un instrument de musique couronné d'une arche caractérisait l'entrée dans la propriété, et tout invité se devait de prendre le marteau et produire un air musical en tapant sur les tuyaux de l'instrument. Ce chalet a été depuis rénové et agrandi par les propriétaires actuels.

### Filmographie
- Visite d'une maison de Paul-Marie Côté par l'équipe de l'émission télévisuelle Visite libre diffusée sur la chaîne Artv le 10 juillet 2005.